# Ригојанчи
Риго Jанчи (мађ. Rigó Jancsi) је колач који је осмислио непознати посластичар из Будимпеште тада у Аустроугарској крајем 19. века. Овај колач је добио име по учеснику скандала о којем је у то доба писала европска штампа.
Риго Јанчи је био музичар ромског порекла и вођа музичког оркестра који је забављао госте у ресторанима широм Европе. Његово име је у последњој деценији 19. века постало познато широј јавности због везе са Кларом Вард (енгл. Clara Ward), белгијском принцезом америчког порекла.

## Рецепт
Ригојанчи се састоји од коре, фила и глазуре.

### Кора
Умутити жуманца са шећером и у тако умућену смесу постепено додавати брашно и чоколаду у праху. Умутити чврст шлаг од беланаца и сјединити га са умућеном смесом коју треба сипати у подмазану тепсију и пећи на 200 C° током 25 минута. Готову кору охладити и пресећи на пола. Постоји и верзија са само једном кором (на слици) код које се кора не сече на пола.

### Фил
Добро умутити слатку павлаку са шећером у праху и чоколадом у праху. Половином припремљеног фила треба филовати кору и поклопити другом кором а затим премазати остатком припремљеног фила.

### Глазура
Отопити чоколаду заједно са маргарином, додати мало уља да би се глазура сијала а затим прелити је преко колача и оставити у фрижидеру да се стегне.
Охлађен колач се служи исечен на коцке.